# Narciso Inglada
Narciso Inglada (1830-1891) fue un pintor y dibujante español del siglo XIX

## Biografía
Habría nacido en 1830. Pintor natural de Villanueva y Geltrú, se estableció en Barcelona. En las Exposiciones de la Academia de San Fernando de 1850 y 1851 presentó buenos dibujos al lápiz, siendo algunos retratos muy concluidos. En la celebrada en Barcelona en 1858 presentó un cuadro que representaba al beato Oriol, en el cual, según la opinión de un crítico, Inglada patentizó la delicadeza de su ejecución. En la de 1866 expuso trece cuadros al lápiz, doce paisajes y un retrato. Fue autor del lienzo de San Bernardo existente en el templo de Monserrat y numerosos retratos, estudios y tipos de mujeres. Habría fallecido en 1891.